# الرحلة المجهولة
المصير المجهول أو وجهة مجهولة أو الرحلة المجهولة (بالإنجليزية: Destination Unknown) هي رواية من أدب الجاسوسية لأجاثا كريستي، نُشرت للمرة الأولى في المملكة المتحدة عن نادي كولنز للجرائم في تاريخ 1 نوفمبر 1954 وفي الولايات المتحدة عن دار دود وميد للنشر في عام 1955 تحت عنوان «الكثير من الخطوات إلى الموت» (بالإنجليزية: So Many Steps to Death). كان سعر نسخة إصدار المملكة المتحدة 10 شلن و6 بنسات، أما إصدار الولايات المتحدة فقد بيعت النسخة منه بسعر 2.75 دولار أمريكي.
صدرت عدة ترجمات عربية للعمل تحت عناوين مختلفة، منها: «المصير المجهول» و«الطائرة المفقودة» و«الطائرة الضائعة»، و«الرحلة المجهولة».
ترجم عمر عبد العزيز أمين الرواية تحت عنوان «الطائرة المفقودة» ونشرت من دار ميوزيك للطبع والنشر. وتحمل الرواية الرقم (61) ضمن السلسلة.

## ملخص الحبكة
تكون هيلاري كريفين، وهي زوجة مهجورة وأم مكلومة، بصدد تخطيطها للانتحار في فندق مغربي، حين يطلب منها العميل السري البريطاني جيسوب أن تتولى مهمة خطرة بدلًا من تناول جرعة زائدة من الحبوب المنومة. تتمثل المهمة –التي تقبلها- بانتحال شخصية زوجة توماس بيترتون، وهو عالم نوويات اختفى ومن الوارد أن يكون قد لجأ إلى الاتحاد السوفييتي. وسرعان ما تجد نفسها ضمن مجموعة غير متجانسة من مسافرين يُنقلون إلى الوجهة المجهولة التي يشير إليها العنوان.
يتضح أن الوجهة هي منشأة أبحاث علمية سرية مموهة على شكل مصحة جذام ومركز أبحاث طبية في موقع ناءٍ في جبال الأطلس. يتلقى العلماء معاملة جيدة، لكن لا يُسمح لهم بمغادرة المنشأة، ويُحتجزون ضمن مناطق سرية في أعماق الجبل كلما جاء مسؤولون حكوميون أو زوار من الخارج. تنجح هيلاري كريفين في أداء دور أوليف زوجة بيترتون، لأنه في حالة مزرية ويتوق إلى الفرار.
تكتشف هيلاري أن المنشأة قد بنيت على يد السيد أريستايدز، شديد الثراء الذي لا يخلو من النذالة، من أجل أهداف مالية أكثر مما هي سياسية. لقد أغوى أفضل علماء العالم الشبان وجذبهم نحو المنشأة بخدع متنوعة كي يتمكن في ما بعد من بيع خدماتهم من جديد لحكومات العالم ومؤسساته مقابل أرباح طائلة. تقع هيلاري في حب أندرو بيترز، شاب أمريكي وسيم كان ضمن المجموعة التي رافقتها في رحلتها إلى المنشأة.
بمساعدة الأدلة التي تركتها على طول الطريق، يتمكن جيسوب في نهاية المطاف من تحديد موقعها وينقذها مع بقية المحتجزين هناك. ويتبين أن بيترز أيضًا في مهمة هو الآخر، وأنه ينوي تسليم بيترتون للعدالة بسبب قتله لزوجته الأولى. يُعتقل بيترتون، الذي يُكتشف أنه نصّاب ينتحل أعمالًا علمية ليست له. ولا تعود هيلاري راغبة بالموت، وتنعم هي وبيترز بالحرية كي يبدأا حياتهما المشتركة.

## الشخصيات
- السيد جيسوب، عميل سري بريطاني.
- توماس بيترتون، عالم شاب اختفى مؤخرًا.
- أوليف بيترتون، زوجته التي تسعى إلى الالتحاق به.
- بوريس غليدر، قريب بولندي لزوجة توماس بيترتون الأولى المتوفاة، إيلسا.
- هيلاري كريفين، امرأة ليس لديها ما تخسره.
- السيدة كلافين بيكر، سائحة أمريكية شبه نمطية، تكون في الحقيقة لاعبة كبرى في الأحداث التي تتوالى، وتكنّ سخطًا وحقدًا كبيرًا على بلدها الأم.
- جانيت هيذرينغتون، مسافرة إنجليزية عنيدة، تكون في الحقيقة عميلة بريطانية.
- هنري لورييه، رجل فرنسي متودد للنساء.
- السيد أريستايدز، واحد من أثرى رجال العالم له صلات متشعبة في مختلف الأنحاء.
- أندرو بيترز، باحث كيميائي شاب.
- توركيل إريكسون، نرويجي يعتنق المذهب المثالي.
- د. لوي بارون، فرنسي كرّس نفسه للأبحاث في علم الجراثيم.
- هيلغا نيدهايم، عالمة ألمانية مغرورة.
- باول فان هايدم، مدير شؤون اجتماعية في المنشأة.
- د. نيلسون، نائب المدير، مسؤول عن الإدارة.
- المدير، متحدث جذاب الحضور وظفه أريستايدز.
- م. لوبلانك، محقق فرنسي.